# Unitat de Tecnologia Marina
Unitat de Tecnologia Marina (UTM) és una unitat de caràcter tecnològic i científic del Consell Superior d'Investigacions Científiques (CSIC), creada el 1994 i adscrita al Centre Mediterrani d'Investigacions Marines i Ambientals, que realitza tasques de suport logístic i tècnic a vaixells oceanogràfics i bases polars, i desenvolupament tecnològic en el camp de les ciències marines.
La UTM que pertany a l'àrea de Recursos Naturals del CSIC, nasqué com a servei de manteniment i suport als vaixells oceanogràfics Hespérides i García del Cid. Més endavant, a partir de 1999, es feu càrrec de la gestió integral de la Base Antàrtica Joan Carles I, i de cert suport logístic a la Base Antàrtica Gabriel de Castilla. També s'encarrega de la biodiversitat en l'àmbit d'ecosistemes, especialment en els aquàtics de la regió mediterrània i en els de les regions tropicals. Inicialment adscrita a l'Institut de Ciències del Mar, es convertí en una unitat independent el 2000 en traslladar-se de l'antic centre davant la platja de Sant Sebastià de Barcelona al nou edifici, al costat del Port Olímpic de la mateixa ciutat.